# Rumania en los Juegos Olímpicos de México 1968
Rumanía estuvo representada en los Juegos Olímpicos de México 1968 por un total de 82 deportistas que compitieron en 9 deportes.  
El portador de la bandera en la ceremonia de apertura fue el piragüista Aurel Vernescu.

## Medallistas
El equipo olímpico rumano obtuvo las siguientes medallas:
| Nombre                                                                             | Deporte            | Competición                    |
| ---------------------------------------------------------------------------------- | ------------------ | ------------------------------ |
| Oro                                                                                |                    |                                |
| Viorica Viscopoleanu                                                               | Atletismo          | Salto de longituid F           |
| Lia Manoliu                                                                        | Atletismo          | Disco F                        |
| Ion Drîmbă                                                                         | Esgrima            | Florete ind. M                 |
| Ivan Patzaichin Serghei Covaliov                                                   | Piragüismo         | C2 1000 m M                    |
| Plata                                                                              |                    |                                |
| Ileana Silai                                                                       | Atletismo          | 800 m F                        |
| Mihaela Peneș                                                                      | Atletismo          | Jabalina F                     |
| Ion Monea                                                                          | Boxeo              | Semipesado (81 kg) M           |
| Ion Baciu                                                                          | Lucha grecorromana | 57 kg M                        |
| Dimitrie Ivanov Anton Calenic Haralambie Ivanov Mihai Țurcaș                       | Piragüismo         | K4 1000 m M                    |
| Marcel Roșca                                                                       | Tiro               | Pistola rápida de fuego 25 m M |
| Bronce                                                                             |                    |                                |
| Calistrat Cuțov                                                                    | Boxeo              | Ligero (60 kg) M               |
| Ileana Gyulai-Drîmbă Ana Pascu Ecaterina Stahl-Iencic Olga Szabó-Orbán Maria Vicol | Esgrima            | Florete por eqs. F             |
| Simion Popescu                                                                     | Lucha grecorromana | 63 kg M                        |
| Nicolae Martinescu                                                                 | Lucha grecorromana | 97 kg M                        |
| Viorica Dumitru                                                                    | Piragüismo         | K1 500 m F                     |